# Visoka (Gdinj)
Visoka je zaseok sela Gdinja, općina Jelsa i predstavlja zaštićeno kulturno dobro.

## Opis
Datacija: 18. i 19. stoljeće. Selo Gdinj primjer je izrazito raštrkanog naselja. Visoka je jedan od gdinjskih zaseoka na južnoj strani glavne otočke transverzale koja spaja istok i zapad Hvara. Stambene katnice su građene od priklesanog kamena obilno povezanog vapnenim mortom s crvenicom. Dvostrešna drvena krovišta pokrivena su utorenim crijepom. Gospodarske kuće su prizemnice građene od grubo obrađenog kamena. Zaseok Visoka obilježava ruralna arhitektura i organizacija prostora karakteristična za istočni dio otoka Hvara.

## Zaštita
Pod oznakom RST-0072-1963. zavedena je pod vrstom "kulturno-povijesna cjelina", pravna statusa zaštićena kulturnog dobra, klasificirano kao "ruralna cjelina".

## Vanjske poveznice
|  | Zajednički poslužitelj ima još gradiva o temi Visoka (Gdinj) |